# Diphyus
Diphyus ist eine Schlupfwespen-Gattung in der Unterfamilie Ichneumoninae. Die Gattung wurde von dem deutschen Entomologen Joseph Kriechbaumer 1890 eingeführt. Die Gattung gehört zur Tribus Ichneumonini und darin zur Untertribus Amblytelina. Die Gattung Diphyus umfasst etwa 129 Arten. Die Typusart ist Diphyes tricolor Kriechbaumer, 1890.

## Merkmale
Diphyus wird von den verwandten Gattungen Eutanyacra, Spilichneumon und Ctenichneumon insbesondere aufgrund der Merkmale der Männchen abgegrenzt. Von den Männchen der beiden erstgenannten Gattungen unterscheiden sich Diphyus-Männchen durch das Fehlen einer schmalen Erhebung am hinteren Ende des Hypopygium. Die Geißelglieder der Antennen der Ctenichneumon-Männchen sind im Gegensatz zu Diphyus von deren Basis an gerippt. Die Weibchen von Diphyus lassen sich anhand ihrer rudimentär ausgebildeten Thyridien von den Weibchen der Gattungen Ctenichneumon (Thyridien fehlen) und Spilichneumon unterscheiden. (Thyridien sind besonders gestaltete Regionen des Tergiten auf beiden Seiten der Basis des zweiten freien Hinterleibssegments, zwischen dessen Vorderrand und den Stigmen; meist sind sie matter skulpturiert und ein wenig eingesenkt). Die Größe der paläarktischen Arten variiert zwischen 9 und 18 mm.

## Verbreitung
Die Gattung Diphyus ist in der Holarktis, in der Orientalis sowie in der Afrotropis vertreten. In Europa ist die Gattung mit 40 Arten vertreten, in Nordamerika mit 27 Arten.

## Lebensweise
Die Schlupfwespen der Gattung Diphyus sind koinobionte Endoparasitoide verschiedener Großschmetterlinge (Macrolepidoptera). Bekannte Wirtsarten gehören zu den Eulenfaltern (Noctuidae), Edelfaltern (Nymphalidae), Spannern (Geometridae) und Schwärmern (Sphingidae). Die Weibchen stechen ein Ei in die Wirtsraupe. Die geschlüpfte Schlupfwespenlarve entwickelt sich innerhalb der Raupe und tötet diese erst nach deren Verpuppung. Die Schlupfwespen beobachtet man hauptsächlich in den Sommermonaten. Sie halten sich meist in der Krautschicht auf. Nach ihrer Überwinterung, die sie während einer Diapause in Höhlen, Baumhöhlen oder anderen Winterquartieren verbringen, erscheinen die begatteten Weibchen im zeitigen Frühjahr und stechen überwinternde Raupen an.

## Arten
Eine Arten-Auswahl der Gattung Diphyus mit deren Verbreitungsgebieten.
- Diphyus albomarginatus (Kriechbaumer, 1878) – Europa
- Diphyus altissimus (Bauer, 1941) – Europa
- Diphyus amatorius (Muller, 1776) – Europa
- Diphyus arduus (Berthoumieu, 1896) – Europa
- Diphyus ater (Wesmael, 1855) – Europa
- Diphyus bicingulatus (Gravenhorst, 1829) – Europa
- Diphyus biluteonotatus (Pic, 1927) – Europa
- Diphyus castanopyga (Stephens, 1835) – Europa
- Diphyus efferus (Wesmael, 1854) – Europa
- Diphyus excultorius (Dalla Torre, 1901) – Europa
- Diphyus fossorius (Linnaeus, 1758) – Europa
- Diphyus gibbosus (Berthoumieu, 1899) – Europa
- Diphyus gradatorius (Thunberg, 1824) – Europa
- Diphyus inopinus Heinrich, 1972 – Europa
- Diphyus latebricola (Wesmael, 1845) – Europa
- Diphyus ligatorius (Berthoumieu, 1896) – Europa
- Diphyus longigena (Thomson, 1888) – Europa
- Diphyus longimanus (Wesmael, 1857) – Europa
- Diphyus luctatorius (Linnaeus, 1758) – Europa, Nordafrika, Orientalis
- Diphyus lusitanus (Wesmael, 1854) – Europa
- Diphyus macilentus (Berthoumieu, 1898) – Europa
- Diphyus mercatorius (Fabricius, 1793) – Europa, Orientalis
- Diphyus monitorius (Panzer, 1801) – Europa
- Diphyus montivagans (Berthoumieu, 1897) – Europa, Orientalis
- Diphyus ochromelas (Gmelin, 1790) – Europa, Orientalis
- Diphyus palliatorius (Gravenhorst, 1829) – Europa, Orientalis
- Diphyus pedatus (Berthoumieu, 1895) – Europa
- Diphyus politus (Wesmael, 1855) – Europa
- Diphyus provancheri (Cushman, 1925) – Nordamerika
- Diphyus proximus (Tischbein, 1879) – Europa
- Diphyus pseudomercator Heinrich, 1978 – Europa, Orientalis
- Diphyus quadripunctorius (Muller, 1776) – Europa, Nordafrika, Orientalis
- Diphyus quinquecinctus (Kriechbaumer, 1882) – Europa, Orientalis
- Diphyus raptorius (Linnaeus, 1758) – Europa
- Diphyus restitutor (Wesmael, 1859) – Europa
- Diphyus rusticus (Berthoumieu, 1898) – Europa
- Diphyus salicatorius (Gravenhorst, 1820) – Europa
- Diphyus septemguttatus (Gravenhorst, 1829) – Europa
- Diphyus sexzonatus (Rudow, 1888) – Europa
- Diphyus tricolor Kriechbaumer, 1890 – Europa
- Diphyus trifasciatus (Gravenhorst, 1829) – Europa

## Bilder

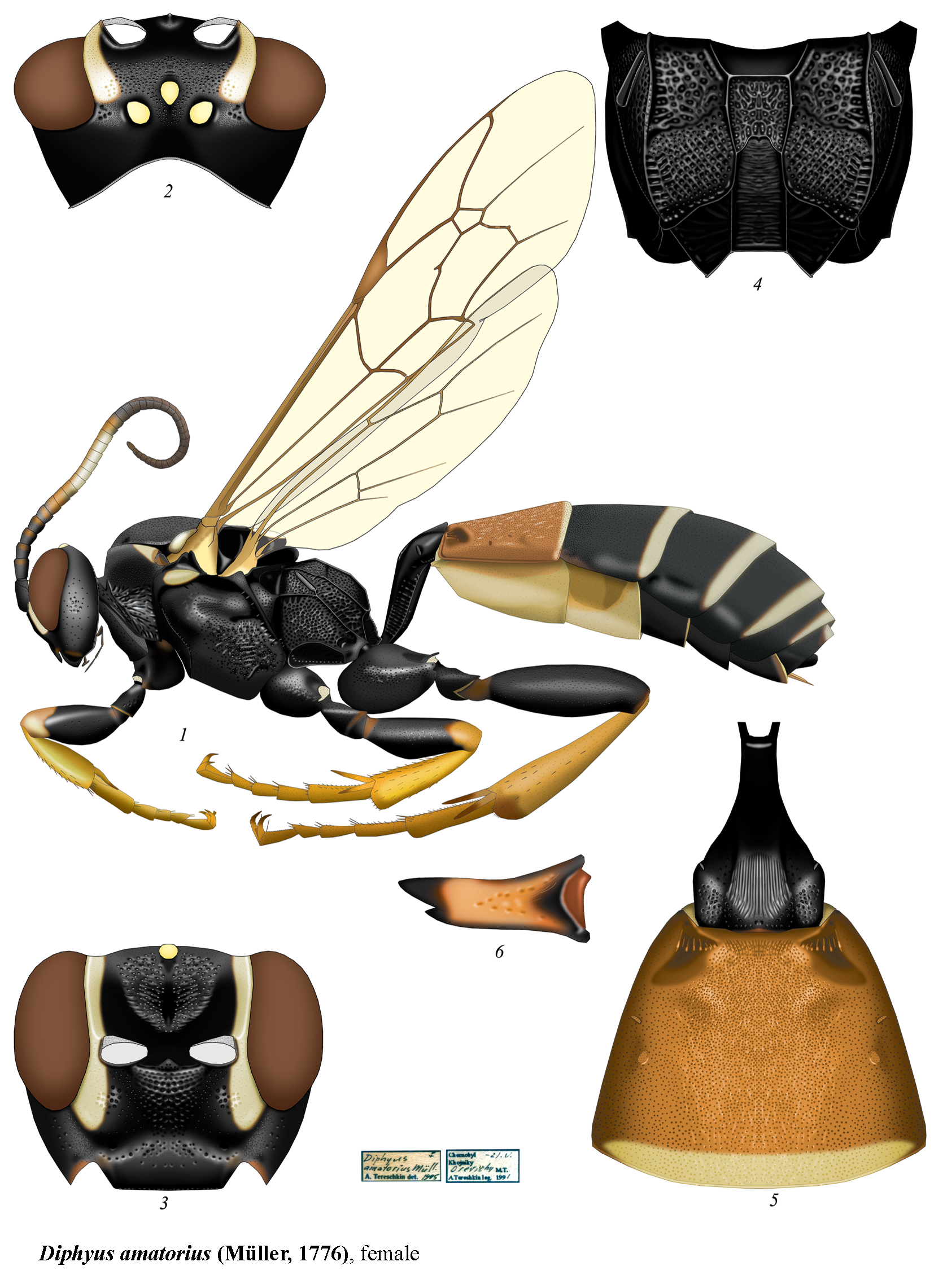
Diphyus amatorius ♀
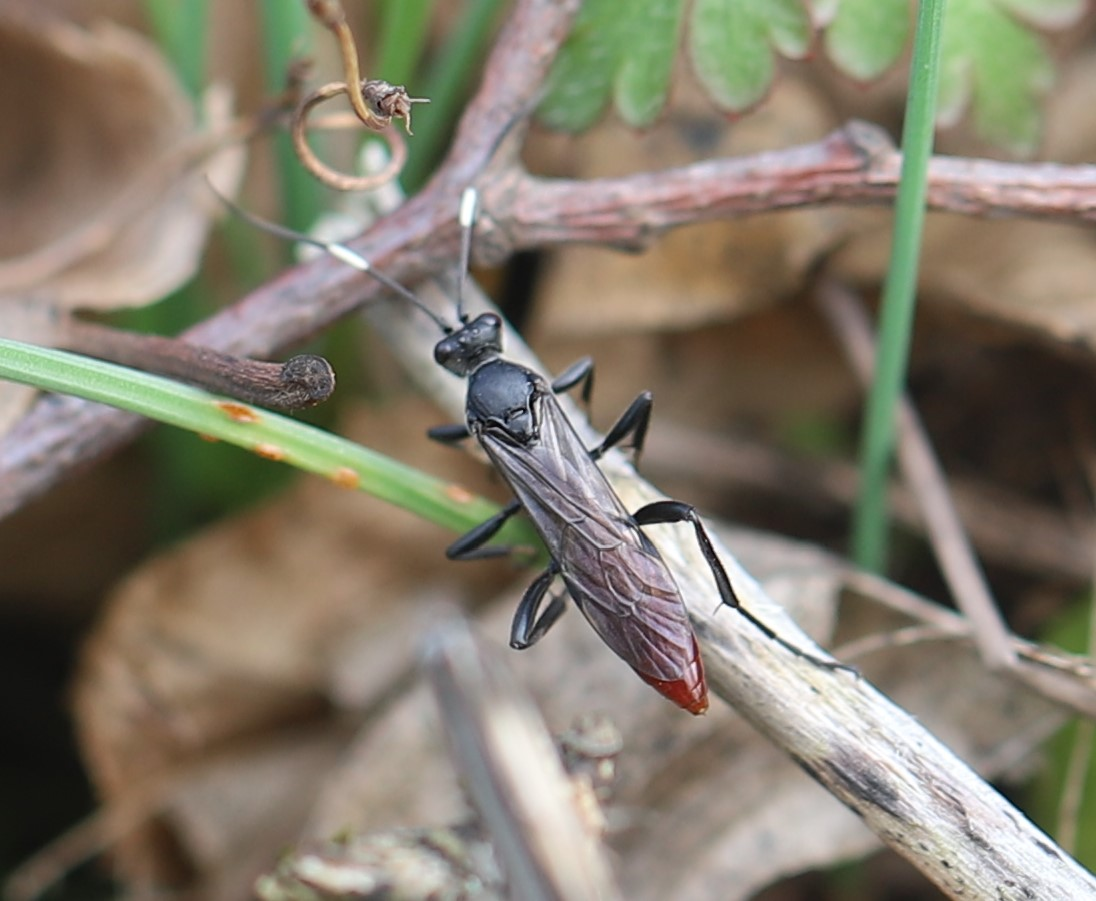
Diphyus castanopyga ♀
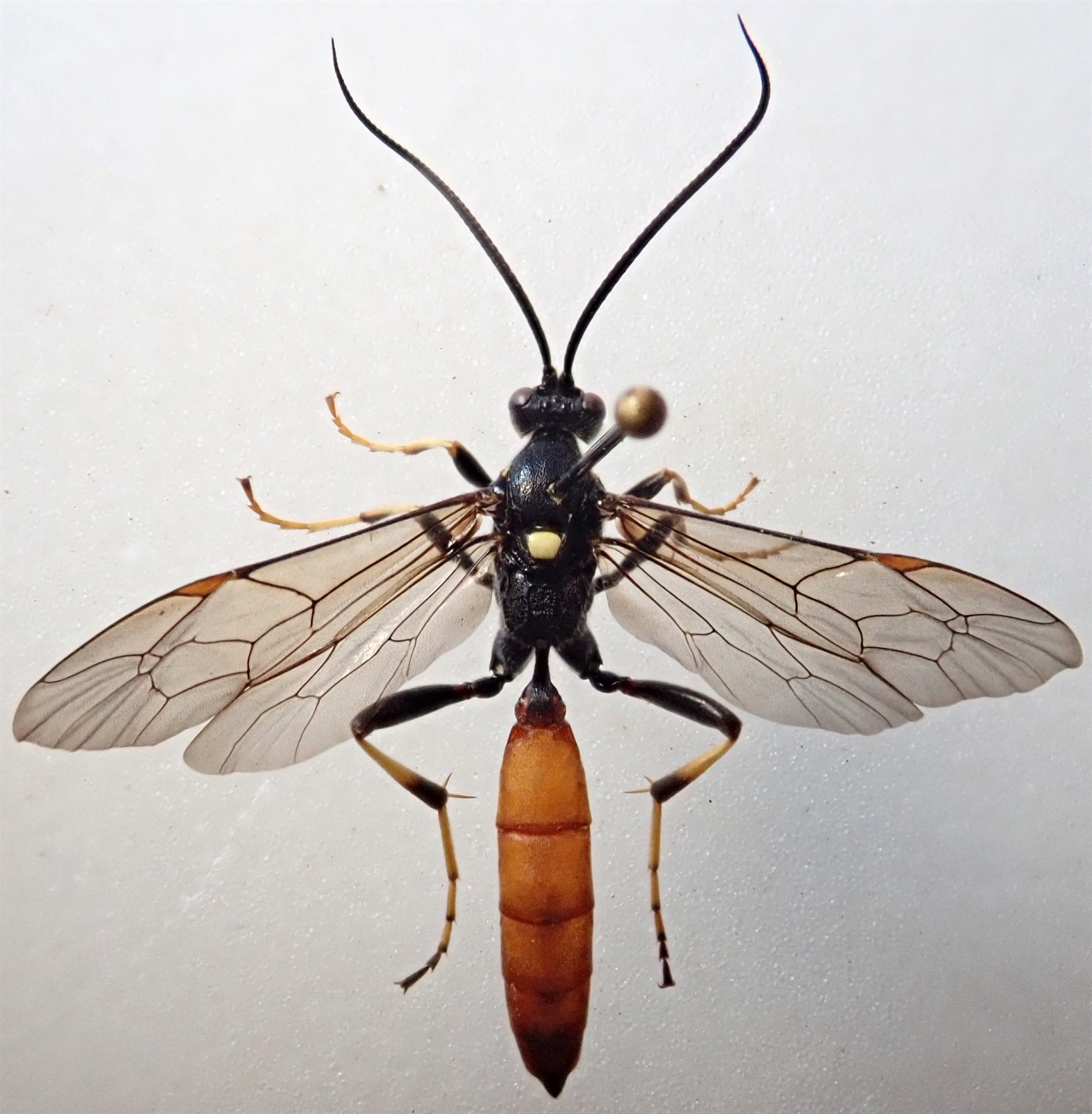
Diphyus gradatorius ♀
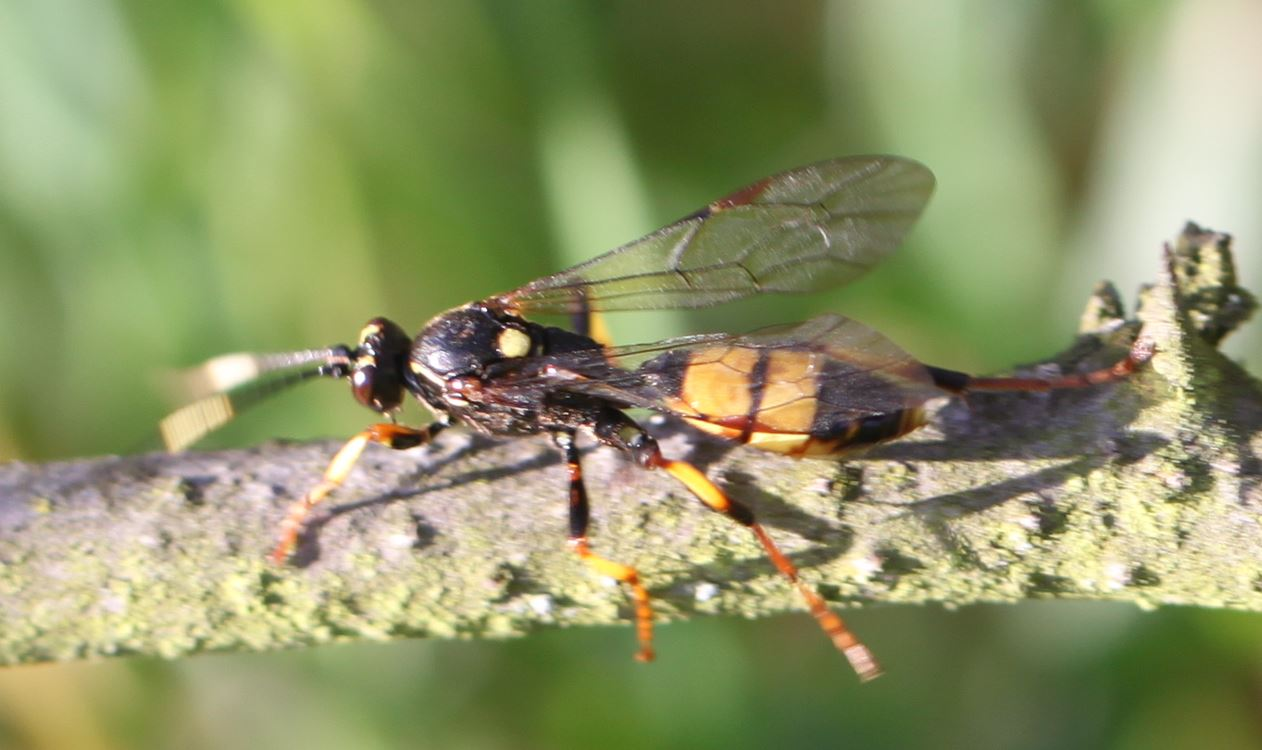
Diphyus palliatorius ♀